# Gunung Karto
Gunung Karto is een bestuurslaag in het regentschap Lahat van de provincie Zuid-Sumatra, Indonesië. Gunung Karto telt 941 inwoners (volkstelling 2010).